# ヴィンセント・アバト
- ジミー・アバート
- ジェームズ・アバート
- ヴィンセント・ジェームズ・アバート
- ヴィンセント・ジョゼフ・アバート

ヴィンセント・ジョゼフ・アバト（Vincent Joseph Abato, 1919年1月21日 - 2008年1月31日）は、アメリカのクラリネット奏者、サクソフォーン奏者。名前の表記については、ジミー・アバト(Jimmy Abato)、ジェームズ・アバト(James Abato)、ヴィンセント・ジェームズ・アバト(Vincent James Abato)、ヴィンセント・J・アバト(Vincent J. Abato)などのバリエーションがある。
ペンシルベニア州ウィルマーディンの生まれ。ボルチモアのピーボディ音楽院でギルバート・スタンゲ、ジュリアード音楽院でジャン・ウィリアムズの各氏にクラリネットを学ぶ。1939年9月からおよそ半年間グレン・ミラー楽団に在籍し、1940年2月からポール・ホワイトマン楽団、1941年にはクロード・ソーンヒル楽団にそれぞれ移籍した。その後、アルトゥール・ロジンスキやレオポルド・ストコフスキー等と共演したり、メトロポリタン歌劇場のオーケストラに参加したりして、クラシック音楽の分野の演奏家としての名声も得た。1944年にはポール・クレストンのサクソフォーン協奏曲の初演の独奏者を務めた。1948年にジュリアード音楽院にサクソフォーンの講座が創設された時には、その講座の講師となった。
フロリダ州メルボルンにて没。

## 注
1. ↑  Rayno, Don (2009). Paul Whiteman : pioneer in American music. Scarecrow Press. p. 461. OCLC 504172371
2. ↑  ヴィンセント・アバト - Discogs（英語）
3. ↑  “Jimmy Abato | Artistinfo”. 2020年9月19日時点のオリジナルよりアーカイブ。2020年9月19日閲覧。
4. ↑  アーカイブ 2017年9月21日 - ウェイバックマシン
5. ↑  アーカイブ 2020年9月19日 - ウェイバックマシン
6. ↑  アーカイブ 2019年9月11日 - ウェイバックマシン

| スタブアイコン | サブスタブ | この項目は、まだ閲覧者の調べものの参照としては役立たない、人物に関連した書きかけの項目です。この項目を加筆・訂正などしてくださる協力者を求めています（P:人物伝/PJ:人物伝）。 |